# Barosaurus
Barosaurus („Těžký ještěr“) byl rod velkého sauropodního dinosaura příbuzného známějším severoamerickým rodům Diplodocus a Apatosaurus. Žil také ve stejném prostředí, na konci jurské periody před asi 150 miliony let. Jeho fosilie byly objeveny v americkém Utahu a Jižní Dakotě (geologické souvrství Morrison). V tanzanské Mtwaře byly nalezeny úlomky lebek a dalších kostí, u kterých se předpokládá, že možná patřily rovněž rodu Barosaurus (někteří paleontologové je ale přisuzují samostatnému rodu Tornieria).

## Popis
Oproti diplodokovi měl barosaurus vyšší obratle a delší krk, ale kratší ocas. Vážil kolem 12 tun a jeho délka mohla dosáhnout asi 26 až 27 metrů, což barosaura řadí mezi největší známé dinosaury (i když až do druhé desítky, viz Velikost dinosaurů). Krční obratle jsou až přes 1 metr dlouhé, čímž se blíží velikostí obratlům takových gigantů, jako byl Sauroposeidon proteles.

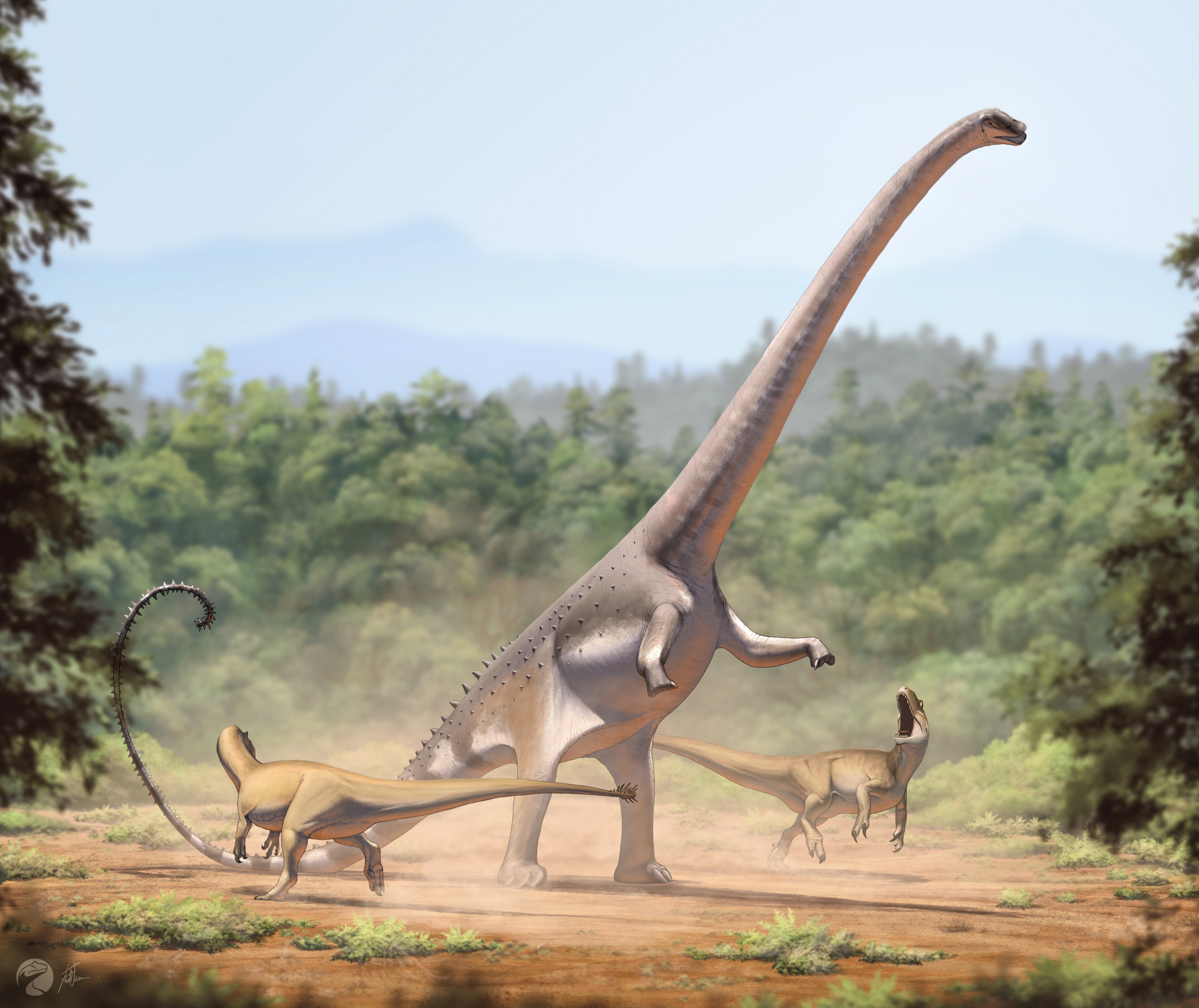
Barosaurus lentus bojující se dvěma jedinci teropoda druhu Allosaurus fragilis.

U tohoto sauropoda se předpokládalo, že musel mít nesmírně výkonné srdce, aby se krev vypumpovala až do jeho hlavy vysoko nad zemí. Podle různých teorií tak srdce muselo vážit až 1,6 tuny nebo naopak měl srdcí až osm (dvě v hrudníku a tři páry v krku). Další teorií je, že měl jedno středně velké srdce a tepenné chlopně, které bránily zpětnému proudění krve (stejně jako žirafa). Později se pomocí počítačové simulace zjistilo, že Barosaurus měl krk více v horizontální pozici a tím odpadl problém s pumpováním krve do hlavy.
Objeveny byly také obratle a další části kostry mláďat barosaurů. Fosilie těchto juvenilních exemplářů jsou obecně velmi vzácné a pro výzkum ontogeneze sauropodů zároveň velmi důležité.

## Chyby v dřívějších rekonstrukcích
Darren Naish poukázal v roce 2010 na četné chyby, kterých se autoři knih o dinosaurech dopouštěli při zobrazování tohoto dinosaura. Především šlo o příliš vysoký, žirafovitě napřímený krk a mohutné tělo s hopsavým stylem chůze. Tyto rekonstrukce ze 70. až 90. let minulého století jsou však silně zastaralé a neodpovídají modernímu pohledu na dinosaury.
Podle výsledků odborné práce, publikované na konci roku 2022, konce ocasů diplodokidů (jako je barosaurus) nedosahovaly zdaleka potřebné rychlosti pro "nadzvukový třesk". Jejich maximální rychlost činila přibližně kolem 30 m/s neboli asi 108 km/h.

## Gigantické obratle
Trojice krčních obratlů C9, C10 a C11 z Utahu, prozkoumaná roku 2013 paleontology Michaelem P. Taylorem a Matthewem Wedelem, nasvědčuje délkou až 1,3 metru existenci obřích jedinců, kteří mohli být snad až dvojnásobně velcí oproti holotypu tohoto sauropoda. To by představovalo délku přes 50 metrů a hmotnost až kolem 100 metrických tun.

### Česká literatura
- SOCHA, Vladimír (2021). Dinosauři – rekordy a zajímavosti. Nakladatelství Kazda, str. 22.